# دریلبیت تیلور
دریلبیت تیلور (به انگلیسی: Drillbit Taylor) فیلمی محصول سال ۲۰۰۸ آمریکا به کارگردانی استیون بریل است. در این فیلم بازیگرانی همچون اوون ویلسون و لزلی من ایفای نقش کرده‌اند.

## خلاصه داستان
چند کودک که مورد تهدید یکی از همکلاسان قوی‌تر خود قرار دارند تصمیم به استخدام یک فرد برای آموزش فنون رزمی به خودشان می‌شوند و دریلبیت تیلور (اوون ویلسون) را استخدام می‌کنند. او برای محافظت از بچه‌ها وارد مدرسه آنها می‌شود و خود را معلم معرفی می‌کند اما پس از مدتی همه به هویت واقعی او پی می‌برند و متوجه می‌شوند او یک گدا است که شب‌ها در خیابان می‌خوابد و به بچه‌ها دروغ گفته است و…